# بيتار تريفونوف
بيتار تريفونوف (بالبلغارية: Петър Трифонов)‏ هو لاعب كرة قدم بلغاري في مركز الدفاع، ولد في 12 مارس 1984 في مقاطعة بلاغويفغراد في بلغاريا. لعب مع FC Dunav Ruse ‏.

## وصلات خارجية
- بيتار تريفونوف على موقع قاعدة بيانات كرة القدم.إي يو (الإنجليزية)
- بيتار تريفونوف على موقع Soccerway.com (الإنجليزية)